# 1993 w muzyce
Wydarzenia muzyczne w 1993 roku.

## Wydarzenia
- Powstaje polski zespół Kaliber 44
- Powstaje amerykański zespół Korn
- Powstaje amerykański zespół Backstreet Boys
- Powstaje niemiecki zespół Fun Factory
- Powstaje niemiecki zespół Rammstein
- Powstaje fiński zespół Apocalyptica
- Powstaje włoski zespół Thundercross (później Rhapsody)
- Powstaje polski zespół Wzgórze Ya-pa 3
- Powstaje polski zespół Salut

## Urodzili się
- 2 stycznia – Bryson Tiller, amerykański piosenkarz, raper i autor tekstów
- 7 stycznia – Nico Santos, niemiecko-hiszpański piosenkarz i autor tekstów
- 10 stycznia
  - Rauw Alejandro, portorykański raper, piosenkarz i kompozytor
  - Hanna Järver, szwedzka piosenkarka, autorka tekstów i producentka muzyczna
- 11 stycznia – Mahmut Orhan, turecki DJ i producent muzyczny
- 12 stycznia – Zayn Malik, brytyjski piosenkarz, były członek zespołu One Direction
- 16 stycznia – WRS, właśc. Andrei-Ionuț Ursu, rumuński piosenkarz, autor tekstów i tancerz
- 20 stycznia – Cat Janice, amerykańska piosenkarka i autorka tekstów (zm. 2024)
- 21 stycznia
  - Cris Cab, właśc. Cristian Cabrerizo, amerykański piosenkarz i muzyk
  - Wincent Weiss, niemiecki piosenkarz
- 22 stycznia – Neta Barzilaj, izraelska piosenkarka i gitarzystka
- 25 stycznia – Fox Stevenson, brytyjski piosenkarz, autor tekstów i producent muzyczny
- 30 stycznia – Daniel Spaleniak, polski wokalista, gitarzysta, kompozytor, producent, autor utworów wykorzystywanych w serialach telewizyjnych
- 4 lutego – Kuban, właśc. Jakub Kiełbiński, polski raper
- 6 lutego
  - Axel Åhman, fińsko-szwedzki autor, komik i dziennikarz, członek zespołu KAJ
  - Tinashe, amerykańska piosenkarka, autorka tekstów, tancerka, aktorka i była modelka
- 7 lutego – Baszszar Murad, palestyński piosenkarz i autor tekstów
- 14 lutego
  - Shane Harper, amerykański aktor, tancerz i piosenkarz
  - Paula Roma, polska piosenkarka, kompozytorka, autorka tekstów i scenarzystka teledysków
- 16 lutego – Fumez the Engineer, właśc. Jahrell Bryan, brytyjski raper i inżynier dźwięku
- 17 lutego – Elhaida Dani, albańska piosenkarka
- 19 lutego – Victoria Justice, amerykańska aktorka i piosenkarka
- 20 lutego
  - María Ólafsdóttir, islandzka piosenkarka i aktorka
  - Erika Vikman, fińska piosenkarka i autorka tekstów
- 24 lutego – Joanna Sochacka, polska pianistka
- 28 lutego – Emmelie de Forest, duńska piosenkarka, zwyciężczyni Konkursu Piosenki Eurowizji 2013
- 2 marca – Marija Jaremczuk, ukraińska piosenkarka
- 4 marca – Bobbi Kristina Brown, amerykańska osobowość telewizyjna i piosenkarka, córka Whitney Houston i Bobby’ego Browna (zm. 2015)
- 6 marca
  - Azet, właśc. Granit Musa, niemiecki raper kosowsko-albańskiego pochodzenia
  - Bambie Thug, właśc. Bambie Ray Robinson, irlandzka piosenkarka, autorka tekstów i kompozytorka pochodzenia szwedzkiego
- 9 marca – Suga, właśc. Min Yoon-gi, południowokoreański raper, autor tekstów i producent muzyczny, członek boysbandu BTS
- 10 marca – Deante’ Hitchcock, amerykański raper
- 15 marca
  - Alyssa Reid, kanadyjska piosenkarka i kompozytorka
  - Seo You-kyoung, południowokoreańska piosenkarka i aktorka, członki zespołu AOA
- 17 marca – Alvan, francuski muzyk
- 22 marca – Jakob Norrgåard, fińsko-szwedzki piosenkarz i komik, członek zespołu KAJ
- 23 marca – Maxwell, niemiecki raper
- 27 marca – Lidia Isac, mołdawska piosenkarka
- 30 marca – Anitta, brazylijska piosenkarka, autorka tekstów, aktorka, tancerka i bizneswoman
- 31 marca – Hubert Zapiór, polski śpiewak operowy (baryton)
- 8 kwietnia
  - Jamie Sierota, amerykański gitarzysta zespołu Echosmith
  - Kanae Yoshii, japońska piosenkarka i aktorka, członkini zespołu 9nine
  - Tyler Shaw, kanadyjski piosenkarz
- 10 kwietnia
  - Sofia Carson, amerykańska piosenkarka i aktorka
  - Barbara Pravi, francuska piosenkarka, autorka tekstów i aktorka
- 11 kwietnia – Ivett Gyöngyösi, węgierska pianistka
- 12 kwietnia – Tix, właśc. Andreas Tix Haukeland, norweski piosenkarz, autor tekstów, muzyk i producent muzyczny
- 14 kwietnia
  - Ellington Ratliff, amerykański aktor, muzyk i perkusista zespołu R5
  - Kent Jones, amerykański raper
- 16 kwietnia – Change the Rapper, amerykański raper, piosenkarz, autor tekstów, producent muzyczny, filantrop
- 18 kwietnia
  - Faber, szwajcarski piosenkarz i autor tekstów
  - Nathan Sykes, brytyjski piosenkarz, członek The Wanted
- 19 kwietnia – Thomas Jack, australijski DJ, producent muzyczny i muzyk
- 21 kwietnia – Marius Bear, właśc. Marius Hügli, szwajcarski piosenkarz
- 23 kwietnia
  - Xriz, hiszpański piosenkarz
  - Oklou, francuska muzyk, piosenkarka, DJ-ka, kompozytorka, producentka muzyczna i aktorka
- 25 kwietnia – Anis Don Demina, szwedzki piosenkarz, muzyk i youtuber
- 30 kwietnia – Betta Lemme, kanadyjska piosenkarka, autorka tekstów i multiinstrumentalistka
- 2 maja
  - Isyana Sarasvati, indonezyjska piosenkarka i autorka tekstów
  - Huang Zitao, chiński raper, piosenkarz, aktor i tancerz
- 6 maja
  - Alina Pasz, ukraińska piosenkarka i raperka
  - Naomi Scott, brytyjska aktorka i piosenkarka
- 8 maja – Luke Christopher, amerykański raper, piosenkarz, autor tekstów i producent muzyczny
- 13 maja
  - Debby Ryan, amerykańska aktorka i piosenkarka
  - Tones and I, australijska piosenkarka i autorka tekstów
  - Morgan Wallen, amerykański piosenkarz i autor tekstów
- 14 maja – Miranda Cosgrove, amerykańska aktorka i piosenkarka
- 16 maja – IU, właśc. Lee Ji-eun, południowokoreańska piosenkarka, autorka tekstów i aktorka
- 18 maja – Alekseev, właśc. Mykyta Aleksiejew, ukraiński piosenkarz
- 20 maja – Matt Terry, brytyjski piosenkarz
- 21 maja
  - Ghali, włoski raper tunezyjskiego pochodzenia
  - Route 94, brytyjski DJ i producent muzyczny
- 22 maja – Meruert Karmenowa, kazachska skrzypaczka
- 23 maja – Dawid Podsiadło, polski piosenkarz
- 28 maja – Selina Herrero, niemiecko-hiszpańska piosenkarka, członkini zespołu Queensberry
- 6 czerwca – Tom Swoon, właśc. Dorian Kamil Tomasiak, polski DJ i producent muzyczny
- 7 czerwca
  - George Ezra, brytyjski piosenkarz, autor tekstów i muzyk
  - Swae Lee, amerykański raper, autor tekstów i producent muzyczny
- 8 czerwca – Marek Kozák, czeski pianista
- 11 czerwca – Sidhu Moose Wala, indyjski piosenkarz, raper i aktor (zm. 2022)
- 13 czerwca – Philip George, brytyjski DJ i producent muzyczny
- 16 czerwca – Gnash, amerykański piosenkarz, autor tekstów, DJ i producent muzyczny
- 17 czerwca – Meira Omar, szwedzka piosenkarka
- 18 czerwca – Dennis Lloyd, izraelski muzyk i producent muzyczny
- 19 czerwca – Olajide Olatunji, brytyjski letsplayer, komik i raper
- 22 czerwca
  - Charley Ann Schmutzler, niemiecka aktorka i piosenkarka
  - Kamferdrops, norweska piosenkarka i autorka tekstów
- 24 czerwca – Piero Barone, włoski piosenkarz, członek tria Il Volo
- 25 czerwca
  - Rosalie., polsko-niemiecka piosenkarka, kompozytorka i prezenterka radiowa
  - Michał Sobierajski, polski piosenkarz, autor tekstów, pianista, kompozytor i aranżer
- 26 czerwca – Ariana Grande, amerykańska aktorka i piosenkarka
- 27 czerwca
  - Frances, brytyjska piosenkarka i autorka tekstów
  - Gabriela Gunčíková, czeska piosenkarka
- 29 czerwca – Oliver Tree, amerykański piosenkarz, autor tekstów, raper, producent muzyczny i komik
- 1 lipca – Raini Rodriguez, amerykańska aktorka i piosenkarka
- 2 lipca
  - Saweetie, właśc. Diamonté Quiava Valentin Harper, amerykańska raperka i autorka tekstów
  - Ieva Zasimauskaitė, litewska piosenkarka
- 6 lipca – Jana Burczeska, macedońska piosenkarka
- 7 lipca – Ally Brooke Hernandez, amerykańska piosenkarka, członki zespołu Fifth Harmony
- 9 lipca – Martin Tungevaag, norweski DJ i producent muzyczny
- 10 lipca
  - Perrie Edwards, brytyjska piosenkarka, wokalistka zespołu Little Mix
  - Carlon Jeffery, amerykański aktor i raper
- 14 lipca – Anna Naklab, niemiecka piosenkarka
- 20 lipca – Amelia Maszońska, polska skrzypaczka
- 23 lipca – Regard, kosowski DJ i producent muzyczny
- 26 lipca
  - Elizabeth Gillies, amerykańska aktorka, piosenkarka i tancerka
  - Stormzy, właśc. Michael Ebenazer Kwadjo Omari Owuo Jr., brytyjski raper i piosenkarz
- 28 lipca
  - Deys, właśc. Dawid Czerwiak, polski raper
  - Cher Lloyd, brytyjska raperka
- 1 sierpnia
  - Sam Feldt, holenderski DJ i producent muzyczny
  - Leon Thomas III, amerykański aktor, piosenkarz, muzyk i tancerz
- 8 sierpnia
  - Vilma Alina, fińska piosenkarka i autorka tekstów
  - Sanja Vučić, serbska piosenkarka
- 9 sierpnia – Rydel Lynch, amerykańska piosenkarka, tancerka i klawiszowiec zespołu R5
- 10 sierpnia – Shin Hye-jeong, południowokoreańska piosenkarka i aktorka, członkini zespołu AOA
- 11 sierpnia
  - Gita Gutawa, właśc. Aluna Sagita Gutawa, indonezyjska sopranistka, aktorka, autorka tekstów
  - Alyson Stoner, amerykańska aktorka, piosenkarka i modelka
- 12 sierpnia – Ewa Farna, czeska pop-rockowa wokalistka polskiego pochodzenia
- 17 sierpnia – Cinta Laura, właśc. Cinta Laura Kiehl, indonezyjsko-niemiecka aktorka filmowa i piosenkarka
- 24 sierpnia – Ásdís, islandzka piosenkarka i autorka tekstów
- 26 sierpnia – Keke Palmer, amerykańska aktorka, piosenkarka, autorka tekstów i prezenterka telewizyjna
- 29 sierpnia – Liam Payne, brytyjski piosenkarz, członek zespołu One Direction (zm. 2024)
- 1 września
  - Ilona Mitrecey, francuska piosenkarka
  - Tion Wayne, właśc. Dennis Junior Odunwo, brytyjski raper, autor tekstów i DJ
- 6 września – Famous Dex, właśc. Dexter Tiewon Gore Jr., amerykański raper
- 7 września – Dominik Dudek, polski piosenkarz i autor tekstów
- 12 września – Kelsea Ballerini, amerykańska piosenkarka i autorka tekstów
- 13 września
  - Farleon, kazachski DJ i producent muzyczny
  - Niall Horan, brytyjski piosenkarz, członek zespołu One Direction
  - Alice Merton, niemiecko-irlandzka piosenkarka
- 16 września – Metro Boomin, amerykański producent muzyczny, autor tekstów beatmaker i DJ
- 21 września – Kwon Min-ah, południowokoreańska piosenkarka i aktorka, członkini zespołu AOA
- 22 września – Thomas Lacey, australijski aktor, piosenkarz i tancerz
- 25 września – Rosalía, właśc. Rosalía Vila Tobella, hiszpańska piosenkarka i autorka tekstów
- 29 września – Princ od Vranje, serbski piosenkarz
- 1 października – Lea Rue, belgijska piosenkarka i autorka tekstów
- 3 października – Thouxanbanfauni, amerykański raper, autor tekstów, producent muzyczny i realizator dźwięku
- 15 października – Lucio Corsi, włoski piosenkarz, autor tekstów i muzyk
- 16 października – Jovit Baldivino, filipiński piosenkarz (zm. 2022)
- 21 października – Käärijä, właśc. Jere Pöyhönen, fiński raper, piosenkarz i autor tekstów
- 22 października – Omer Adam, izraelski piosenkarz
- 28 października – Sandro, niemiecki piosenkarz szlagierów
- 29 października – Lijpe, marokańsko-holenderski raper
- 4 listopada – Tiffany Giardina, amerykańska piosenkarka i autorka tekstów pochodzenia włoskiego
- 6 listopada – Jeangu Macrooy, surinamski piosenkarz, autor tekstów i kompozytor
- 8 listopada – Simon Peyron, szwedzki piosenkarz
- 11 listopada – Dutchavelli, właśc. Stephan Allen, brytyjski raper
- 13 listopada – Julia Michaels, amerykańska piosenkarka i autorka tekstów
- 14 listopada – Mery Spolsky, polska piosenkarka, gitarzystka, projektantka mody i producentka muzyczna
- 24 listopada – Iwi Adamu, grecko-cypryjska piosenkarka
- 27 listopada – Tola Szlagowska, polska wokalistka i kompozytorka
- 29 listopada – Dion Cooper, holenderski piosenkarz i autor tekstów
- 30 listopada – Lost Frequencies, właśc. Felix De Laet, belgijski DJ i producent muzyczny
- 2 grudnia – Haruka Ishida, japońska piosenkarka, członkini zespołu AKB48
- 7 grudnia
  - Melina Rai, nepalska piosenkarka
  - Ramon Roselly, niemiecki piosenkarz
- 12 grudnia – Kevin Holmström, fińsko-szwedzki piosenkarz i komik, członek zespołu KAJ
- 13 grudnia
  - Jekaterina Kiszczuk, rosyjska piosenkarka, członkini zespołu Serebro
  - Marcus Orelias, amerykański raper, autor tekstów, aktor teatralny i grafik
- 15 grudnia – Alina Eremia, rumuńska piosenkarka, prezenterka telewizyjna i aktorka
- 17 grudnia – Kiersey Clemons, amerykańska aktorka i piosenkarka
- 22 grudnia – Meghan Trainor, amerykańska piosenkarka muzyki pop
- 25 grudnia – Keith Ape, właśc. Lee Dong-heon, południowokoreański raper
- 29 grudnia
  - Dalton Harris, jamajski piosenkarz
  - Amber Mark, amerykańska piosenkarka, autorka tekstów i producentka muzyczna
- 30 grudnia – Krishane, jamajski piosenkarz

## Zmarli
- 6 stycznia – Dizzy Gillespie, amerykański trębacz, kompozytor i wokalista jazzowy, twórca scatu (ur. 1917)
- 10 stycznia – Adam Aston, polski aktor i piosenkarz (ur. 1902)
- 12 stycznia – Eddie Courts, polski kompozytor (ur. 1913)
- 13 stycznia – Camargo Guarnieri, brazylijski kompozytor i dyrygent (ur. 1907)
- 17 stycznia – Barbara Buczek, polska kompozytorka i pianistka (ur. 1940)
- 23 stycznia – Thomas A. Dorsey, amerykański muzyk blues i gospel (ur. 1899)
- 24 stycznia – Gustav Ernesaks, radziecki i estoński kompozytor, dyrygent i pedagog (ur. 1908)
- 2 lutego
  - Gino Bechi, włoski śpiewak operowy (baryton) (ur. 1913)
  - Wiera Dawydowa, rosyjska śpiewaczka operowa (mezzosopran) (ur. 1903)
  - Aleksander Schneider, amerykański skrzypek pochodzenia żydowskiego (ur. 1908)
- 3 lutego – Karel Goeyvaerts, belgijski kompozytor (ur. 1923)
- 9 lutego
  - Zenon Brzewski, polski skrzypek (ur. 1923)
  - Stanisław Renz, polski dyrygent, kompozytor, pianista i muzykolog (ur. 1921)
- 14 lutego – Elek Bacsik, węgierski muzyk jazzowy (ur. 1926)
- 24 lutego – Henryk Anders, polski muzykolog (ur. 1913)
- 27 lutego
  - Pina Carmirelli, włoska skrzypaczka (ur. 1914)
  - Marģeris Zariņš, łotewski kompozytor i pisarz (ur. 1910)
- 1 marca – Ilja Gabarajew, osetyjski kompozytor (ur. 1926)
- 4 marca – Tomislav Ivčić, chorwacki piosenkarz, twórca tekstów, polityk (ur. 1953)
- 6 marca – Walther Siegmund-Schultze, niemiecki kompozytor, muzykolog i historyk muzyki (ur. 1916)
- 8 marca – Billy Eckstine, amerykański wokalista, bandleader i trębacz jazzowy (ur. 1914)
- 9 marca – Bob Crosby, amerykański piosenkarz i aktor (ur. 1913)
- 29 marca – Italo Tajo, włoski śpiewak operowy (bas) (ur. 1915)
- 31 marca – Nicanor Zabaleta, harfista narodowości baskijskiej (ur. 1907)
- 8 kwietnia – Marian Anderson, amerykańska śpiewaczka (kontralt) (ur. 1897)[a]
- 9 kwietnia – Włodzimierz Kamiński, polski muzykolog i instrumentolog (ur. 1930)
- 19 kwietnia – Blas Galindo, meksykański kompozytor (ur. 1910)
- 29 kwietnia – Mick Ronson, brytyjski gitarzysta rockowy znany ze współpracy z Davidem Bowiem i Bobem Dylanem (ur. 1946)
- 4 maja – Aleksander Szeligowski, polski kompozytor, dyrygent, organista i pedagog (ur. 1934)
- 22 maja – Mieczysław Horszowski, polski pianista (ur. 1892)
- 23 maja – Ryszard Kwiatkowski, polski kompozytor i pedagog (ur. 1931)
- 27 maja – Andrzej Wąsowski, amerykański pianista pochodzenia polskiego (ur. 1919)
- 30 maja – Sun Ra, amerykański kompozytor jazzowy, pianista, poeta i filozof (ur. 1914)
- 4 czerwca – Erna Tauro, fińsko-szwedzka kompozytorka i pianistka (ur. 1916)
- 5 czerwca – Conway Twitty, amerykański piosenkarz i autor piosenek (ur. 1933)
- 8 czerwca – Roberto Caamaño, argentyński kompozytor, pianista i pedagog (ur. 1923)
- 10 czerwca – Arleen Auger, amerykańska śpiewaczka (sopran) (ur. 1939)
- 25 czerwca – Hans Hopf, niemiecki śpiewak operowy (tenor) (ur. 1916)
- 28 czerwca – Boris Christow, bułgarski śpiewak operowy (bas) (ur. 1914)
- 9 lipca – Szymon Goldberg, amerykański skrzypek, dyrygent i pedagog muzyczny pochodzenia polsko-żydowskiego (ur. 1909)
- 12 lipca – Michaił Miejerowicz, rosyjski kompozytor i pedagog; Zasłużony Działacz Sztuk RFSRR (1981) (ur. 1920)
- 19 lipca – Red Prysock, amerykański saksofonista (ur. 1926)
- 25 lipca – Wiesław Machan, polski kompozytor, aranżer, dyrygent, pianista (ur. 1909)
- 26 lipca – Jurij Lewitin, rosyjski kompozytor muzyki poważnej i filmowej, pianista (ur. 1912)
- 4 sierpnia – Kenny Drew, amerykański pianista jazzowy (ur. 1928)
- 5 sierpnia
  - Bob Cooper, amerykański saksofonista i oboista jazzowy (ur. 1925)
  - Eugen Suchoň, słowacki kompozytor (ur. 1908)
- 10 sierpnia – Øystein Aarseth, norweski gitarzysta blackmetalowy znany z zespołu Mayhem (ur. 1968)
- 21 sierpnia – Tatiana Troyanos, amerykańska śpiewaczka operowa (mezzosopran) (ur. 1938)
- 27 sierpnia – Kiejstut Bacewicz, polski pianista kameralista, pedagog, kompozytor i organizator życia muzycznego (ur. 1904)
- 7 września – Bożena Brun-Barańska, polska śpiewaczka operowa i aktorka (ur. 1919)
- 11 września
  - Zygmunt Estreicher, polski etnomuzykolog (ur. 1917)
  - Erich Leinsdorf, amerykański dyrygent pochodzenia austriackiego (ur. 1912)
- 22 września – Maurice Abravanel, amerykański dyrygent pochodzenia greckiego (ur. 1903)
- 4 października – Varetta Dillard, amerykańska piosenkarka (ur. 1933)
- 24 października – Jacek Labuda, polski śpiewak operetkowy (ur. 1947)
- 27 października – Slavko Zlatić, chorwacki kompozytor, dyrygent, etnomuzykolog, pedagog i krytyk muzyczny[1]
- 28 października – Wacław Stępień, polski satyryk, autor rewii, komedii muzycznych i piosenek (ur. 1911)
- 3 listopada – Lew Termen, rosyjski fizyk, wiolonczelista (ur. 1896)
- 11 listopada – Ryszard Sewer-Słowiński, polski aktor i śpiewak (ur. 1932)
- 16 listopada – Lucia Popp, słowacka śpiewaczka operowa (sopran) (ur. 1939)
- 4 grudnia – Frank Zappa, amerykański kompozytor rockowy (ur. 1940)
- 12 grudnia – Joan Cross, angielska śpiewaczka operowa (sopran) (ur. 1900)
- 13 grudnia – Gaziza Żubanowa, kazachska kompozytorka (ur. 1927)
- 18 grudnia – Emanuel Amiran-Pugaczow, izraelski kompozytor i pedagog (ur. 1909)

## Albumy

### polskie
- Vile Vicious Vision – Acid Drinkers
- Urojonecałemiasta – Apteka
- Czas i byt – Armia
- Przychodził nocą – Atrakcyjny Kazimierz
- Płomień z nieba – Bajm
- TAG – Bielizna
- Wojna plemników – Big Cyc
- The Biut – The Bill
- Cisza – Budka Suflera
- Underground – Budka Suflera
- Dowódcy miłości – Buzu Squat
- Kocham cię – Chłopcy z Placu Broni
- Violet – Closterkeller
- Nine Songs of John Lennon – Collage
- To co najlepsze z dziesięciu lat (1983–93) – Daab
- N.U.D.A. – Defekt Muzgó
- Zjednoczona Europa – Defekt Muzgó
- Jak powstrzymałem III wojnę światową, czyli nieznana historia Dezertera – Dezerter
- Dzieci Kapitana Klossa – Dzieci Kapitana Klossa
- 14 urodziny – Dżem
- Autsajder – Dżem
- Ciśnienie – Dżem, Sławomir Wierzcholski
- A ty co – Elektryczne Gitary
- The End – The End
- My maszyny – Farben Lehre
- Demon – Fatum
- Ruthless Kick – Flapjack
- Urodziny – Formacja Nieżywych Schabuff
- Gawliński i Opera 1987–1988 – Robert Gawliński i Opera
- Fire – Hey
- Illusion – Illusion
- 1993 rok – IRA
- Ira Live – IRA
- Co lepsze kawałki – Lech Janerka
- Wojna postu z karnawałem – Jacek Kaczmarski, Przemysław Gintrowski, Zbigniew Łapiński
- Ballady – Kat
- Spalaj się! – Kazik
- Poławiacze sumień – Władysław Komendarek
- Koncert 15-lecia – Kombi
- Ja pana w podróż zabiorę – Kora
- Takie moje wędrowanie – Antonina Krzysztoń
- Moje Bieszczady – KSU
- Tata Kazika – Kult
- Same szały, jeden wolny – Wanda Kwietniewska
- Ballady – Maanam
- Tehno Terror – Max i Kelner
- Miłość – Miłość
- Selekcja – Obywatel G.C.
- Terapia – Oddział Zamknięty
- Z miłości do rock and rolla – Oddział Zamknięty
- Jak kapitalizm to kapitalizm – Pod Budą
- Alexandria – Porter Band
- Czarne Szeregi – Proletaryat
- Proletaryat in Concert – Proletaryat
- Bez prądu – Republika
- ’82–’85 – Republika
- Siódma pieczęć – Republika
- Paryż (Moskwa) – Rezerwat
- Zaopiekuj się mną – Rezerwat
- Marihuana – Róże Europy
- Live – Sedes
- Niebieska tancbuda – Stare Dobre Małżeństwo
- Dewiacje na wakacje – Sztywny Pal Azji
- See it... – Świat Czarownic
- Łobi jabi – Voo Voo
- Popelina – Wańka Wstańka
- Przedmieścia – Wilki

### zagraniczne
- Get a Grip – Aerosmith
- Set the World on Fire – Annihilator
- Sound of White Noise – Anthrax
- The Gods of Earth and Heaven – Army of Lovers
- Recipe for Hate – Bad Religion
- Debut – Björk
- Buddha – Blink-182
- Modern Life Is Rubbish – Blur
- Together Alone – Crowded House
- Songs of Faith and Devotion – Depeche Mode
- Songs of Faith and Devotion Live – Depeche Mode
- The Colour of My Love – Céline Dion
- Loggerheads – D.O.A.
- The 30th Anniversary Concert Celebration – Bob Dylan
- World Gone Wrong – Bob Dylan
- It’s On (Dr. Dre) 187um Killa – Eazy-E
- In On the Killtaker – Fugazi
- Beyond These Shores – Iona
- The Ultimate Experience (USA) – Jimi Hendrix
- Emergency on Planet Earth – Jamiroquai
- Chronologie – Jean-Michel Jarre
- Ana Ma’akon – Najwa Karam
- Alive III – KISS
- Are You Gonna Go My Way – Lenny Kravitz
- Nazi Punks Fuck Off (EP) – Napalm Death
- Enemy of the Sun – Neurosis
- The Love of Hopeless Causes – New Model Army
- In Utero – Nirvana
- Why Do They Call Me Mr. Happy? – Nomeansno
- Vs. – Pearl Jam
- Unknown Road – Pennywise
- Very – Pet Shop Boys
- Porno for Pyrus – Porno for Pyros
- Pork Soda – Primus
- Pablo Honey – Radiohead
- Thy Mighty Contract – Rotting Christ
- MTV Unplugged – Roxette
- Time Machine – Joe Satriani
- Chaos A.D. – Sepultura
- Early Simon & Garfunkel – Simon & Garfunkel
- Siamese Dream – The Smashing Pumpkins
- Doggystyle – Snoop Dogg
- Ten Summoner’s Tales – Sting
- Symphony Masses: Ho Drakon Ho Megas – Therion
- Undertow – Tool
- Strictly for My N.I.G.G.A.Z – Tupac
- Bloody Kisses – Type O Negative
- Zooropa – U2
- Sex & Religion – Steve Vai
- Enter the Wu-Tang (36 Chambers) – Wu-Tang Clan
- Unplugged – Neil Young
- A Little Bit of Irish – Bing Crosby (wydanie pośmiertne)

## Muzyka poważna
- 9. Międzynarodowy Konkurs Pianistyczny im. Van Cliburna
- Powstaje Concerto for the Left Hand Lukasa Fossa

## Nagrody
- Konkurs Piosenki Eurowizji 1993
  - „In Your Eyes”, Niamh Kavanagh
- Grand Prix Jazz Melomani 1992, Łódź, Polska
- Mercury Prize, Wielka Brytania: Suede – album Suede